# Hyles lineata

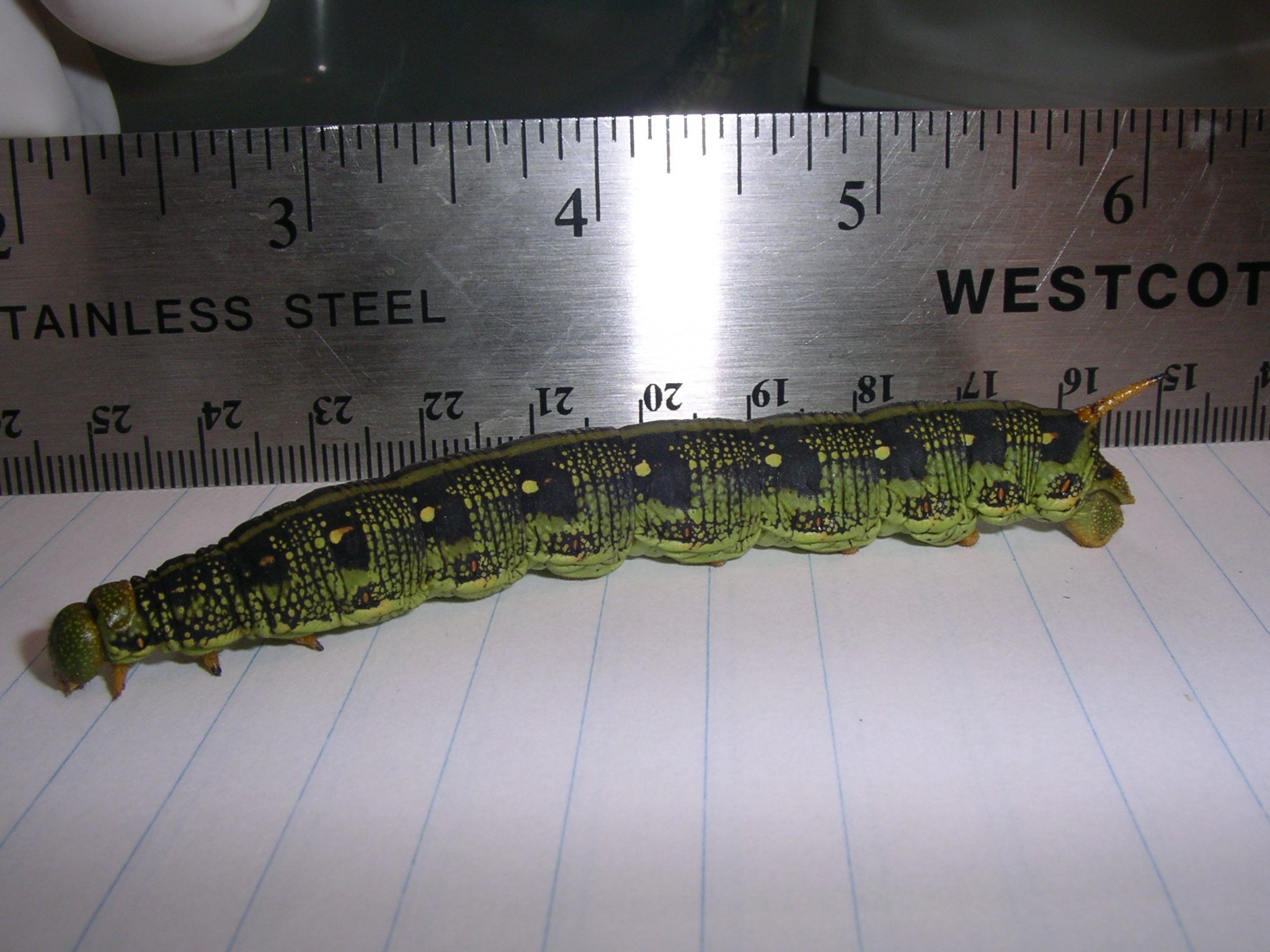
Raupe von Hyles lineata

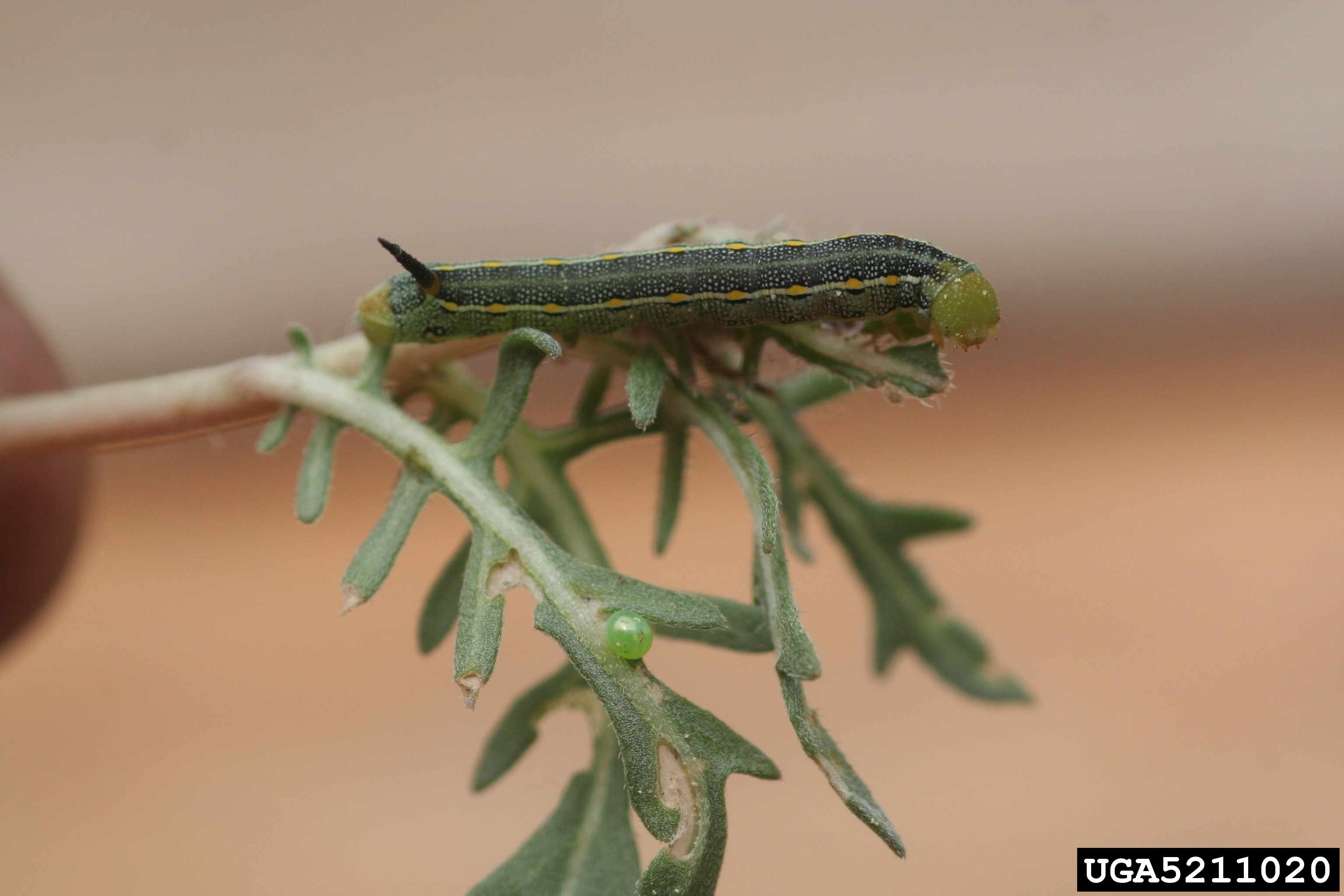
Junge Raupe und Ei von Hyles lineata.

Hyles lineata, auch (neuweltlicher) Linienschwärmer genannt, ist ein Schmetterling (Nachtfalter) aus der Familie der Schwärmer (Sphingidae).

## Beschreibung
Die Falter erreichen eine Flügelspannweite von 63 bis 90 Millimetern, wobei die Weibchen durchschnittlich etwas größer werden als die Männchen. Die Fühler sind dunkel olivbraun mit weißer Spitze. Kopf und Rücken sind olivbraun mit weißen Seitenstreifen und weiß gerandeten Tegulae. Die Tegulae tragen außerdem einen zentralen weißen Streifen (Unterscheidungsmerkmal gegenüber Hyles livornica!). Der olivbraune Hinterleib weist schwarz-weiße Segmenteinschnitte auf; die ersten beiden Segmente tragen große schwarze und weiße Seitenflecken. Die Vorderflügel sind olivbraun mit hellerem Vorderrand und einem schwach gewellten Längsstreifen, der am Hinterrand nahe der Flügelwurzel als breiter weißer Streifen beginnt, dann gelblich wird und sich allmählich verschmälernd bis in den Apex verläuft. Das schmale Saumfeld ist grau bis bräunlichgrau. Die weißlichen bis gelblichen Adern kontrastieren auffällig mit der Grundfarbe (deutscher Name!). Der punktförmige Diskalfleck ist weißlich umrandet. Die Hinterflügel sind rosarot mit schwarzer Basis und einer gleichbleibend breiten schwarzen Saumbinde, die Fransen sind weiß. 

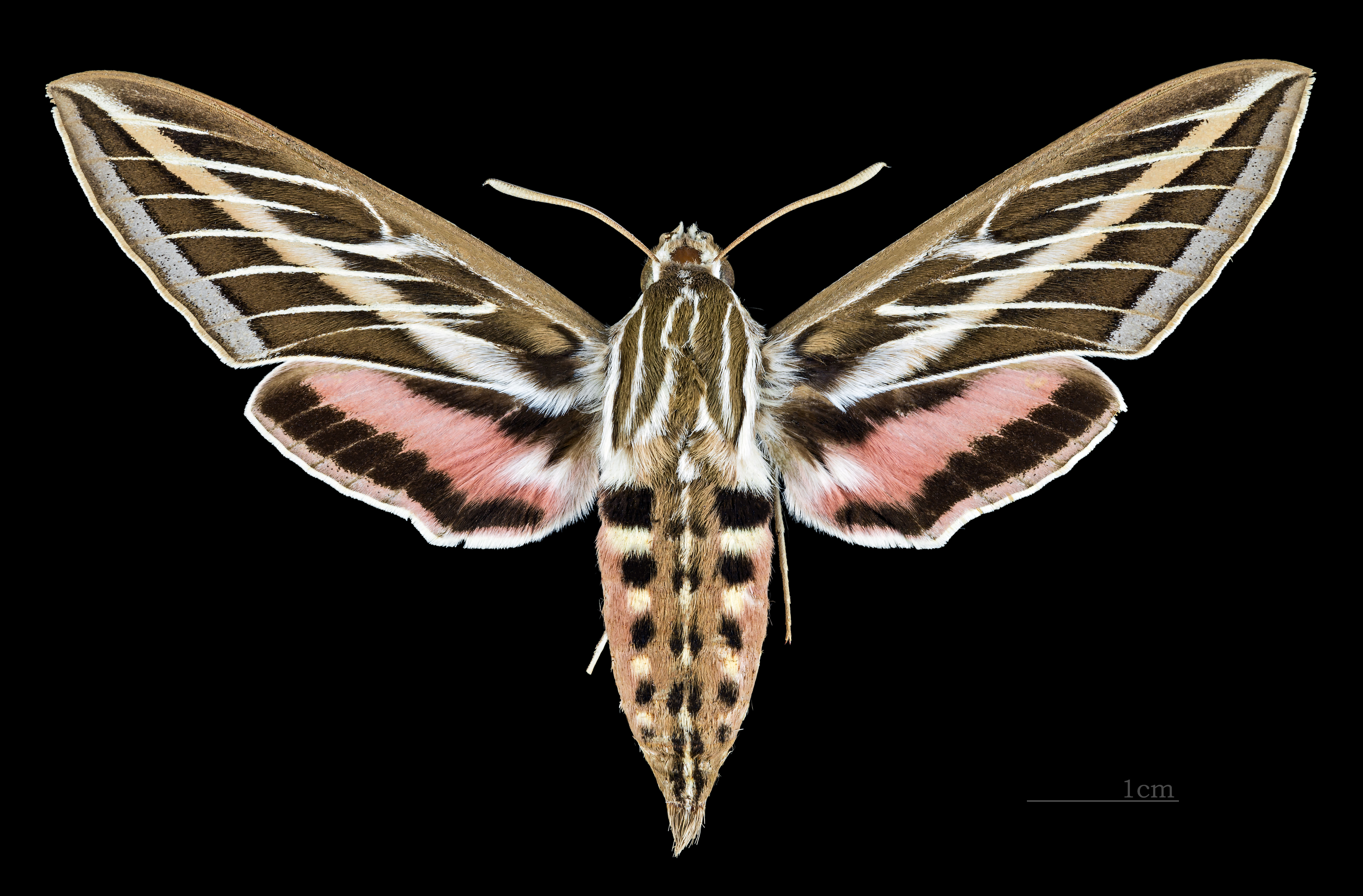
Weiblich - Dorsalansicht
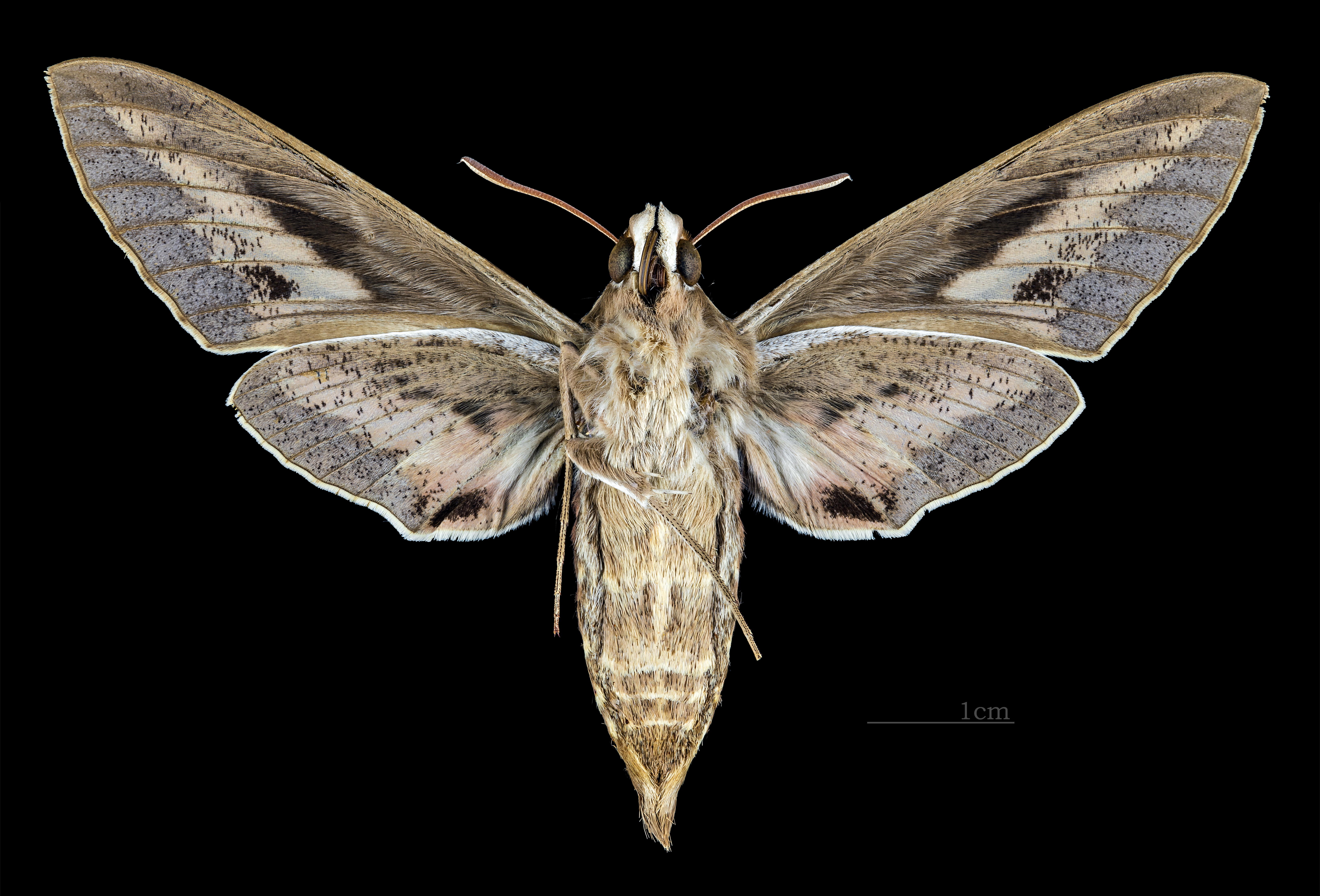
Weiblich - △Ventralansicht

### Ähnliche Arten
- Hyles dahlii (Geyer, 1827)
- Wolfsmilchschwärmer, Hyles euphorbiae (Linnaeus, 1758)
- Labkrautschwärmer, Hyles gallii (Rottemburg, 1775)
- Linienschwärmer, Hyles livornica (Esper, 1779)
- Hyles tithymali (Boisduval, 1834)

## Lebensraum
Hyles lineata besiedelt unterschiedlichste Offenlandhabitate, von Halbwüsten und Prärien über Buschwälder bis zu Ruderalflächen, Weinbergen und Gärten.

## Entwicklung
Die Falter treten in mehreren Generationen von Februar bis November auf und sind vor allem in der Dämmerung und im Morgengrauen aktiv, etwas weniger während der Nacht und bei Tag. Nachts fliegen sie gerne Lichtquellen an. 

## Nahrung
Die Raupen fressen an einer Vielzahl von Pflanzen, darunter Weidenröschen (Epilobium), Nachtkerzen (Oenothera), Wunderblumen (Mirabilis), Fuchsien (Fuchsia), Weinreben (Vitis vinifera), Tomate (Solanum lycopersicum), Portulak (Portulaca), Heusenkräuter (Ludwigia), Prachtkerze (Gaura lindheimeri), Boerhavia caribaea und selbst an Apfelbaum (Malus), Ulmen (Ulmus) und anderen.

## Verbreitung
Hyles lineata ist in Süd-, Mittel- und Nordamerika einschließlich der Karibik verbreitet, wobei er die nördlichsten Gebiete (südliches Kanada) nur als Zuwanderer (Wanderfalter) erreicht. 

## Systematik
Früher wurde Hyles lineata für konspezifisch mit dem altweltlichen Hyles livornica gehalten. Deshalb ist dieser unter dem Namen Hyles lineata (oder Celerio lineata) in der älteren Literatur zu finden. Erst im späten 20. Jahrhundert setzte sich die Erkenntnis durch, dass es sich um zwei unterschiedliche Arten handelt. Da beide Arten unter dem deutschen Namen „Linienschwärmer“ geführt werden, wäre es sinnvoll, sie namentlich zu differenzieren, z. B. als „Neuweltlicher Linienschwärmer“ und „Altweltlicher Linienschwärmer“.